# Bělinskij
Bělinskij (rusky Белинский; do roku 1948 Чемба́р) je město v Penzenské oblasti, administrativní centrum Bělinského rajónu.

## Poloha
Město leží na západním okraji Povolžské vrchoviny, na jihozápadě Penzenské oblasti, na soutoku Malého a Velkého Čembaru (povodí Donu). Penza je vzdálena 129 km, železniční stanice Bělinskaja ve městě Kamenka je vzdálena 55 km (na trati z Penzy do Moskvy), nejbližší železniční stanice Tamala je vzdálena 50 km (trať Rtiščevo – Tambov). Ve vzdálenosti 1 km severně od města prochází silnice federálního významu R208 Penza – Tambov.

## Historie
V roce 1948 bylo město přejmenován na počest literárního kritika a publicisty Vissariona Grigorjeviče Bělinského, který mezi lety 1816 a 1829 prožil v Čembaru mládí. Město navštívil naposledy v roce 1830.